# Sébastien Chabbert
Sébastien Chabbert (* 15. Mai 1978 in Pau) ist ein französischer ehemaliger Fußballtorwart.

## Vereinskarriere

### Karrierebeginn bei FC Pau und AS Cannes
Seine aktive Karriere als Torwart begann der im Frühjahr 1978 in Pau im Département Pyrénées-Atlantiques an der Grenze zu Spanien geborene Chabbert im Nachwuchsbereich seines Heimatvereines, dem FC Pau, dem er bis ins Alter von rund 16 bzw. 17 Jahren angehörte. Zu dieser Zeit schloss er sich der Jugendabteilung der AS Cannes an, wobei er beim Klub aus der Küstenstadt anfangs nur im Nachwuchs und ab etwa 1996/97 auch in der B-Mannschaft eingesetzt wurde. Obgleich er der B-Mannschaft bis zu seinem nächsten Vereinswechsel nach Abschluss der Saison 1998/99 angehörte, wurde er bereits in der Spielzeit 1997/98 erstmals als Ersatztorhüter in die Profimannschaft geholt. In dieser Saison noch ohne Einsatz stieg er mit der Mannschaft als Letztplatzierter der Division 1 in die Zweitklassigkeit ab. Dort sollte er sich allerdings in der kommenden Saison mit 24 Einsätzen als Stammtorhüter etablieren, wobei er auch gleichzeitig sein Profidebüt gab. Mit 24 Ligaeinsätzen stellte er den 1er-Torwart des Teams dar, wobei die Nummer 2 Yannick Quesnel, der nach Chabberts Abgang am Ende der Saison dessen Rolle einnahm, mit 14 Auftritten und die Nummer 3 Cédric Mignani mit einem Einsatz waren. Für alle drei Torhüter war es die erste Saison, in der sie als Profi zum Einsatz kamen, im Falle Mignani war es auch das einzige Profiligaspiel in der gesamten Karriere. Seinen Debüteinsatz absolvierte Chabbert bereits am 8. August 1998 im Erstrundenspiel gegen ES Troyes AC, wo er über die volle Spieldauer das Tor seiner Mannschaft hütete. Am Ende der Saison reichte es für den Klub aus Cannes für den zwölften Platz in der zum Teil recht tief gestaffelten Tabelle.

### Ständiger Ersatz bei Lens
Noch in der Sommerpause vor der Saison 1999/2000 wurde ein weiterer Wechsel Chabberts bekanntgegeben. Dabei zog es ihn in den Norden seines Heimatlandes, wo er vom RC Lens aufgenommen wurde und als Ersatz hinter der Lens-Legende Guillaume Warmuz agierte. Obgleich er bereits in dieser Zeit im B-Team zum Einsatz kam, wurde er auch in zwei Spielen der Division 1 eingesetzt. So feierte er sein Erstligadebüt am 4. Mai 2000 bei einem 2:1-Auswärtssieg über Girondins Bordeaux. Während er noch mit dem RC Lens in die Saison 2000/01 startete, wechselte er nach einigen Monaten innerhalb der Liga auf Leihbasis zum FC Metz, wo er in weiteren zwei Ligapartien eingesetzt wurde. Nach seiner Rückkehr nach Lens stand er in der Saison 2001/02 nur mehr als Ersatz im Profikader, wobei er allerdings in keinem einzigen Ligaspiel eingesetzt wurde, jedoch insgesamt zehn Ligaeinsätze das CFA-Team von Lens absolvierte. Während die Profis mit nur zwei Punkten Rückstand auf Olympique Lyon Vizemeister der französischen Liga wurden und sich damit auch für die UEFA Champions League 2002/03 qualifizierten, konnte sich Chabbert auch für die Spielzeit 2002/03 keinen wirklichen Platz im Profiteam erkämpfen; Champions-League-Einsätze blieben dabei ebenfalls aus. Weitere Einsätze blieben auch aus, als Lens nach dem Ausscheiden in der Gruppenphase als Drittplatzierter den Weg in die dritte Runde des UEFA-Pokals 2002/03 antrat. Stattdessen absolvierte er fünf Ligaspiele in der französischen Viertklassigkeit bei der B-Mannschaft des RC Lens, wo er allerdings zumeist auch den jüngeren Spielern den Vortritt lassen musste. Erst in der Saison 2003/04 konnte sich Chabbert wieder einen Platz im Profiteam erkämpfen, für das er schließlich in drei Ligapartien auflief, aber auch in sämtlichen anderen Bewerben eingesetzt wurde, unter anderem auch in einer Begegnung im UEFA-Pokal 2003/04, für den sich die Mannschaft über die Qualifikationsphase qualifiziert hatte. Daneben konnte der Torwart sechs weitere Einsätze in der vierthöchsten Fußballliga Frankreichs verzeichnen.
Ebenso in der Saison 2004/05, wo er es allerdings auf keinen Profiligaeinsatz brachte, aber sich neben zwei Pokaleinsätzen mit dem Team als Siebentplatzierter im Endklassement der Ligue 1 2004/05 für den UEFA Intertoto Cup 2005 qualifizierte (zusammen mit Olympique Marseille (5.) und der AS Saint-Étienne (6.)). Nachdem er mit dem Team bereits im Jahre 2000 sein Debüt im Intertoto Cup gefeiert hatte und dabei allerdings aufgrund der Auswärtstorregel nur knapp in der dritten Runde ausgeschieden war, wurde er im UI-Cup 2005 ein weiteres Mal eingesetzt. Diesmal hatte die Mannschaft das Glück allerdings auf ihrer Seite und konnte sich in weiten Teilen des Turniers klar über ihre Kontrahenten durchsetzen. Am Ende gewann der RC Lens seine beiden Finalspiele gegen den CFR Cluj, wobei der RC Lens, zusammen mit Olympique Marseille und dem Hamburger SV als Gewinner der beiden anderen Finalaustragungen, sich als UI-Cup-Sieger eintragen lassen konnte. Obgleich es für ihn in dieser Saison auf keinen einzigen Profiligaeinsatz zu verzeichnen gab, fand er doch bereits in der Saison 2005/06 erneut in den Profikader, wo er schließlich auch zwei Ligaspiele absolvierte. Dazu kam auch ein neuerlicher Einsatz im UEFA-Pokal, wo es da Team gar ins Sechzehntelfinale schaffte. Außerdem konnte Chabbert vier Einsätze in der Viertklassigkeit verzeichnen, wo er jedoch abermals in den jüngeren Spielern den Vortritt lassen musste. Durch einen vierten Tabellenplatz zum Saisonende war der etwa 1,85 m große Torhüter mit der Profimannschaft automatisch für den UEFA-Pokal in der Saison 2006/07 qualifiziert. In dieser Saison kam er wohl auch zu den meisten Pflichtspieleinsätzen im Profiteam seit seiner Vereinszugehörigkeit. Trotz keinem einzigen Auftritt in der Liga (2006/07) absolvierte Chabbert gleich zwei Einsätze im UEFA-Pokal 2006/07, wo er es mit dem Team bis ins Achtelfinale schaffte, dort allerdings Bayer 04 Leverkusen unterlag. Zudem absolvierte er alle vier Einsätze seines Teams in der Coupe de France 2006/07 und schied dabei im Viertelfinale gegen den Viertligisten FC Montceau mit 0:1 ausschied. Auch in der Coupe de la Ligue 2006/07 verzeichnete der Franzose zwei Auftritte. Wie auch schon in der vorhergegangenen Spielzeit wurde Chabbert auch 2006/07 vier Mal in der CFA eingesetzt.

### Durchbruch bei Amiens
Seinen eigentlichen Durchbruch feierte Chabbert, nachdem er beinahe acht Jahre demselben Verein gedient hatte und mit Ausnahme seiner regelmäßigen Einsätze bei der AS Cannes 1998/99, erst in der Saison 2007/08, als er bereits in seinem 30. Lebensjahr war. Dabei schaffte er es von Lens kommend in die Picardie zum SC Amiens, der nach dem Abgang seines Stammtorhüters Cyrille Merville und dessen jedoch in der Vorsaison nie eingesetzten Torwartkollegen Foussen Tangara einen passenden Ersatz suchte. Den fand man schließlich auch in Chabbert, der es für den Klub auf ganze 37 Zweitligaauftritte brachte, jedoch am letzten Spieltag der Saison verletzungsbedingt ausfiel, so nicht die gesamte Saison als Stammkraft absolvieren und danach auch noch für rund sechs Monate pausieren musste. Danach wurde Chabbert vorwiegend in der B-Mannschaft mit Spielbetrieb in der fünften Liga eingesetzt und versuchte sich ständig daran wieder einen Stammplatz im Tor der Nordfranzosen zu erkämpfen. Als dies aber zumeist missglückte und sich der Torhüter im Verlauf der Saison auch noch eine klaffende Wunde am linken Knie zuzog, die mit zwölf Stichen genäht werden musste, war ein neuerlicher Durchbruch für den bereits in die Jahre gekommenen Torwart in weite Ferne gerückt. Um wieder Spielpraxis zu sammeln, ging es für die Saison 2009/10 nach Belgien, wo er bei Sporting Charleroi einen Leihvertrag für die gesamte Spielzeit unterzeichnete. So kam er auf 19 Erstligaauftritte in Belgien, wobei er sein Debüt am 2. August 2009 bei der 2:1-Heimniederlage gegen den FC Brügge gab, danach vorwiegend als Stammkraft agierte und ab dem Frühjahr zumeist den anderen Torhütern den Vortritt lassen musste. Ein Mitgrund war aber auch ein konditioneller Einbruch des Spielers im Laufe der Saison. Nach der Rückkehr zu Amiens hätte Chabbert eine schwierige Zeit vor sich gehabt, da der Klub in der Saison davor endgültig in die dritthöchste Liga, die National (D3) absteigen musste.

### Transfer zur AS Monaco
Stattdessen tätigte der Erstligist AS Monaco einen überraschenden Transfer vor Beginn der Saison 2010/11, als er Chabbert als Ersatztorwart hinter dem jungen Teamspieler Stéphane Ruffier engagierte. Anfangs noch vorwiegend in der B-Mannschaft in der CFA im Einsatz wurde er kurz vor dem Meisterschaftsende in der 33. Runde der laufenden Saison erstmals als Ersatz von Ruffier eingewechselt. Sein Debüt gab er dabei am 1. Mai 2011 im Spiel gegen die AS Saint-Étienne (1:1), als er zur Halbzeitpause auf den Rasen kam. Danach agierte Chabbert in weiteren drei Ligapartien als Nummer 1 im Tor, ehe er am 21. Mai 2011 erneut durch Ruffier ersetzt wurde, der von Beginn an spielte. Dennoch wurde er in der 61. Spielminute, etwa fünf Minuten nach dem 1:0-Siegtreffer durch Benjamin Moukandjo Bilé, erneut für Ruffier eingewechselt und verzeichnete so seinen bisher fünften Ligue-1-Einsatz für den Klub aus Monaco. Bis zum heutigen Zeitpunkt (Stand: 23. Mai 2011) wurden in der französischen Erstklassigkeit 37 von 38 Meisterschaftsrunden absolviert, wobei die Monegassen den 18. Platz und damit knapp noch einen Abstiegsplatz belegen. Damit befinden sie sich eine Runde vor Schluss noch im unmittelbaren Abstiegskampf, vor allem da alle Klubs bis zum siebenten Rang nur ein bis vier Punkte Vorsprung haben.

## Nationalmannschaftskarriere
Im Jahre 1996 gewann er mit der U-18-Nationalmannschaft seines Heimatlandes die U-18-EM im eigenen Land. Dabei kam er an der Seite einiger späterer und bereits zu dieser Zeit aufstrebender Größen im französischen Fußball, unter anderem Thierry Henry, David Trezeguet, Mikaël Silvestre, Nicolas Anelka oder William Gallas, zum Einsatz. Neben Thibault Maqua und Ludovic Roy, der den größten Teil seiner späteren Karriere in Schottland verbrachte, war er einer von drei Torhütern im Kader der Franzosen, die das Turnier nach einem 1:0-Finalsieg über die Alterskollegen aus Spanien auch gewannen. Über weitere Einsätze in französischen Nationalauswahlen bzw. bereits frühere Einberufungen ist zum aktuellen Zeitpunkt nichts bekannt.

## Erfolge
- U-18-Fußball-Europameister: 1996
- Sieger des UEFA Intertoto Cups: 2005 (zusammen mit Olympique Marseille und dem Hamburger SV)

## Trivia
Anfang 2009 setzte sich Chabbert und einige andere Profispieler mit den Verantwortlichen der Direction Nationale de l’Arbitrage, einer Organisation des französischen Fußballverbandes, zusammen und diskutierte über einen weiteren Karrieregang als Schiedsrichter. Diesen Karriereweg ist unter anderem auch der ehemalige Fußballprofi Silas Billong gegangen, der nach seinem Fußballerdarsein ins Schiedsrichterwesen wechselte und der bei dieser Diskussionsrunde ebenfalls anwesend war.